# (5069) Tokeidai
(5069) Tokeidai est un astéroïde de la ceinture principale.

## Description
(5069) Tokeidai est un astéroïde de la ceinture principale. Il fut découvert le 16 août 1991 à Sapporo par Kazuro Watanabe. Il présente une orbite caractérisée par un demi-grand axe de 2,25 UA, une excentricité de 0,13 et une inclinaison de 5,0° par rapport à l'écliptique.

## Compléments